# Línea 5 del Metro de São Paulo
La Línea 5 - Lila es una de las seis líneas que conforman el Metro de São Paulo, en Brasil, y una de las trece líneas que conforman la Red Metropolitana de Transporte de São Paulo. Está constituida por el tramo comprendido entre las estaciones Capão Redondo y Chácara Klabin. Está integrada con la Línea 1-Azul, en la Estación Santa Cruz, con la Línea 2-Verde, en la Estación Chácara Klabin, y con la 9-Esmeralda de CPTM en la Estación Santo Amaro y transporta alrededor de 600 mil pasajeros/día.

## Características

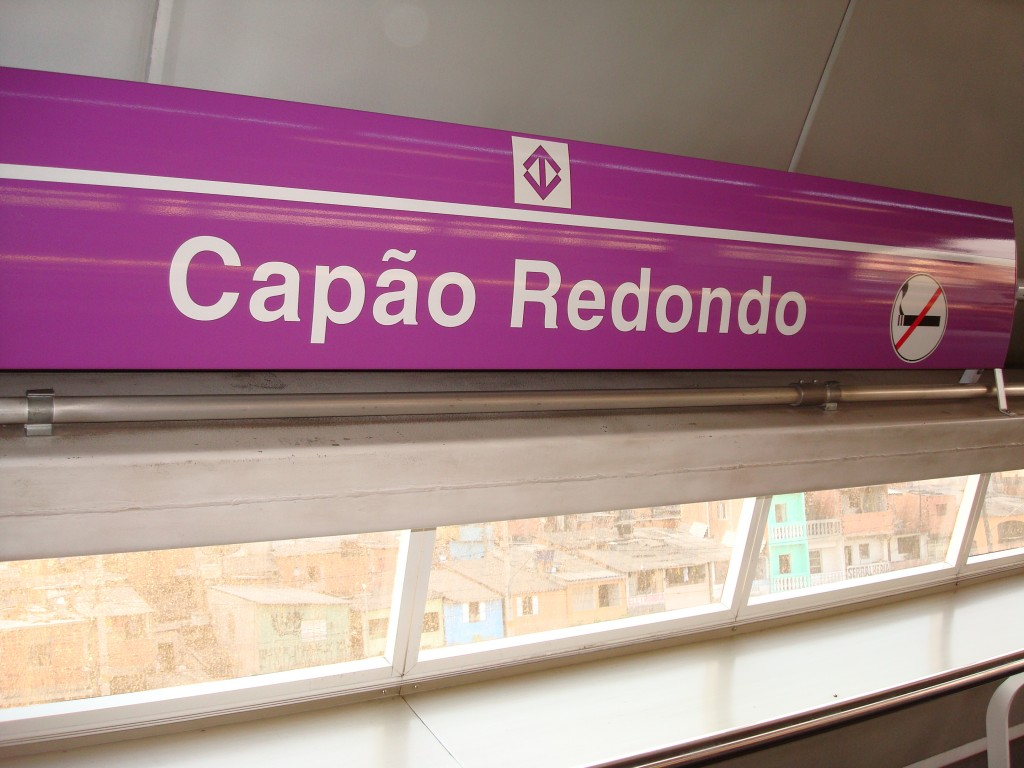
Letrero de identificación de una estación.

La línea forma, en conjunto con las Líneas 1-Azul, 2-Verde y 9-Esmeralda (de CPTM), una malla de alta capacidad uniendo el barrio de Santo Amaro a importantes polos de actividades terciarias, como Ibirapuera, Vila Mariana y Brooklin. En los comienzos, los habitantes y comerciantes de la región de Santo Amaro estaban preocupados con un posible aumento en el tránsito de Ómnibus en la región, especialmente a causa de la Estación Adolfo Pinheiro, que ocupará 30,5 mil metros cuadrados en el barrio, pero el directorio del metro garantizó, el 27 de junio de 2008, que ninguna otra nueva línea sería creada para allí. La expectativa en 2009 era de que las casas y apartamentos en la Avenida Santo Amaro tengan una valorización de hasta 50% cuando la línea esté finalizada.
Todas las estaciones del tramo Capão Redondo - Santo Amaro son elevadas, y todas las estaciones entre Largo Treze y Chácara Klabin son subterráneas. Se destaca en la Estación Santo Amaro, construida en un puente colgante en donde la línea pasa exactamente por sobre la confluencia de los ríos Jurubatuba y Guarapiranga que forman el Río Pinheiros.
Desde 2017 la línea opera con el moderno Sistema CBTC de control y señalización, y desde 2022 todas las estaciones de la línea disponen de puertas de andén.

## Historia
El primer anuncio del proyecto de la línea fue realizado el 20 de junio de 1990 por el Metro, con tres opciones de trayecto: saliendo de la estación Paraíso, Saúde o São Judas, aunque ninguno de los tres haya sido lo que de hecho fue construido. En ese proyecto inicial ya se pronosticaba que buena parte de la línea sería de superficie.

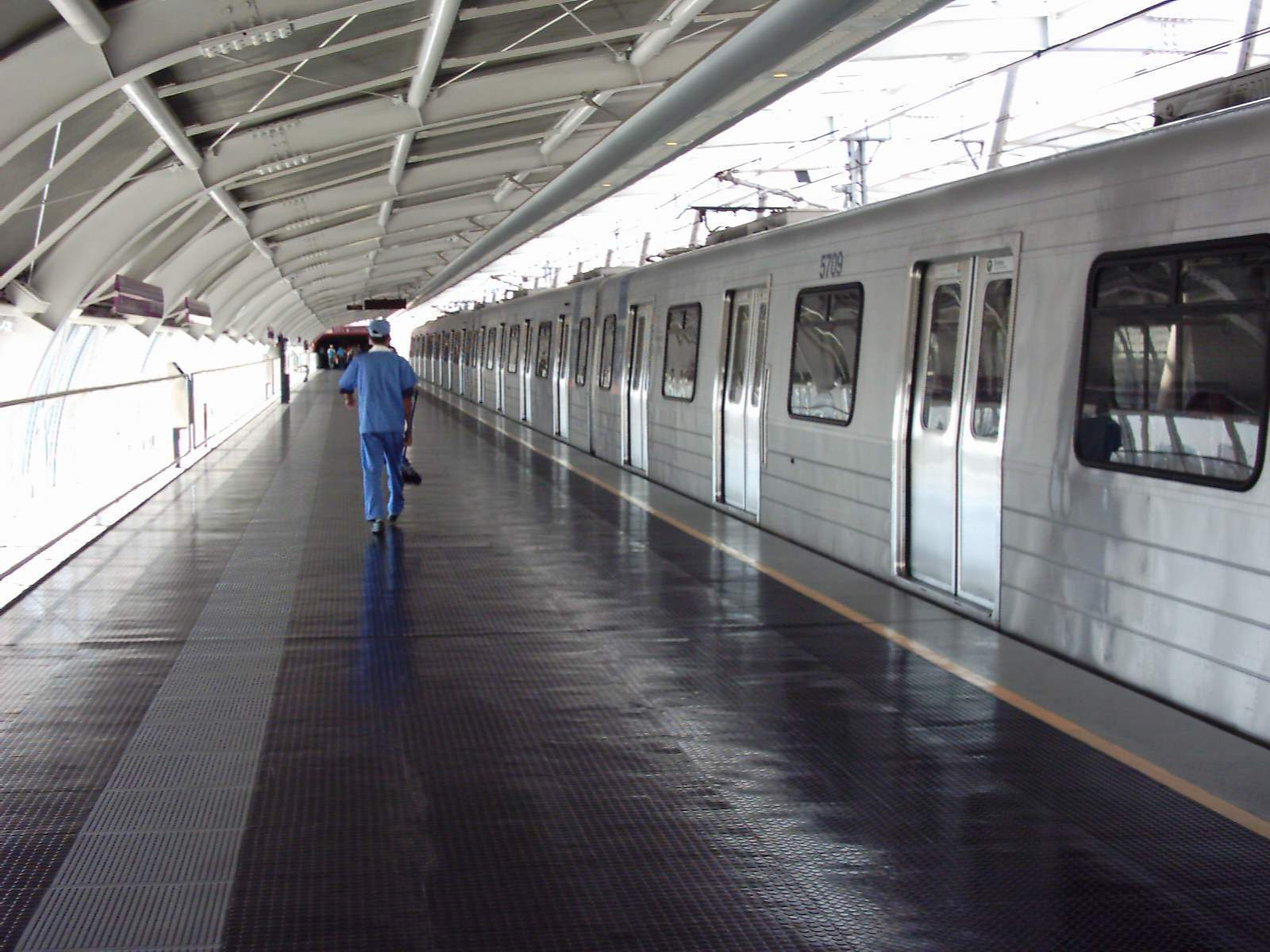
Estación Santo Amaro, combinación con la Línea 9 de CPTM.

Construida por la CPTM, era denominada "Línea G". En 2001, el Gobierno del estado de São Paulo transfirió la operación de la Línea para la Compañía del Metropolitano de São Paulo, pasando a llamarse "Línea 5-Lila". El tramo inicial de 8,4 kilómetros de extensión fue entregado a la población el 20 de octubre de 2002, operando de 10 a 15 horas en período de pruebas y ajustes, habiendo transportado en ese día 3,8 mil pasajeros, y un total de 18 mil pasajeros durante la semana. En 2018 la línea transportaba alrededor de 463 000 pasajeros por día.

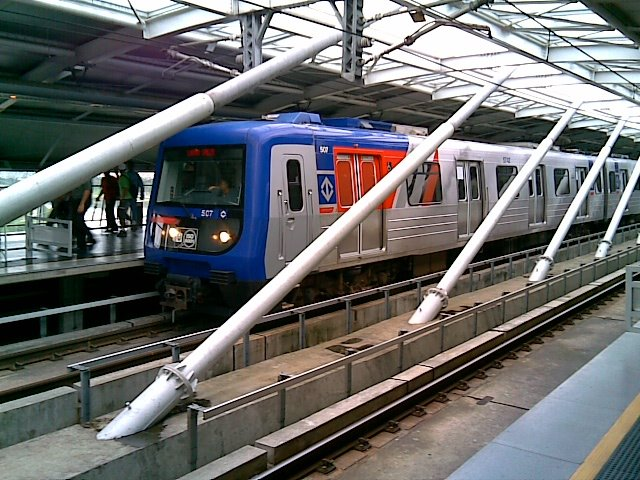
Alstom Metropolis, flota original de la Línea 5-Lila.

El 13 de marzo de 2008 la prefectura anunció la inversión de 200 millones de dólares para la construcción del tramo entre las estaciones Largo Treze y Campo Belo, con entrega de las estaciones gradualmente entre 2010 y 2011. El tramo uniendo Campo Belo hasta las conexiones con la malla metro viaria existente en las estaciones Santa Cruz y Chácara Klabin deberán ser entregados máximo en 2013. La línea deberá atravesar toda la Zona Centro Sur, cubriendo las regiones de Santo Amaro, Largo Treze, Borba Gato, Brooklin, Moema, Parque Ibirapuera, además de atender las proximidades del Aeropuerto de Congonhas. El proyecto prevé la implementación de puertas en las plataformas que se abren juntamente con las de los trenes, así como en las líneas 4 - Amarilla y 2 - Verde.
Las obras de extensión deberían haber comenzado a inicios del 2009, pero eso sucedió en agosto de ese año, lo que comprometió la recepción de cerca del 80% del paquete de inversiones previsto para la línea, de 1 billón de dólares. El metropolitano esperaba construir la Estación Adolfo Pinheiro para 2010, pero el gobernador José Serra dijo en agosto del 2009 que la nueva previsión sería 2011. En el mes siguiente, el pronóstico ya era para el segundo semestre de 2012, pero en abril se hablaba de que fuera nuevamente en 2011, junto con la Estación Brooklin. La prolongación hasta el encuentro con las líneas 1 y 2 está previsto para 2013.

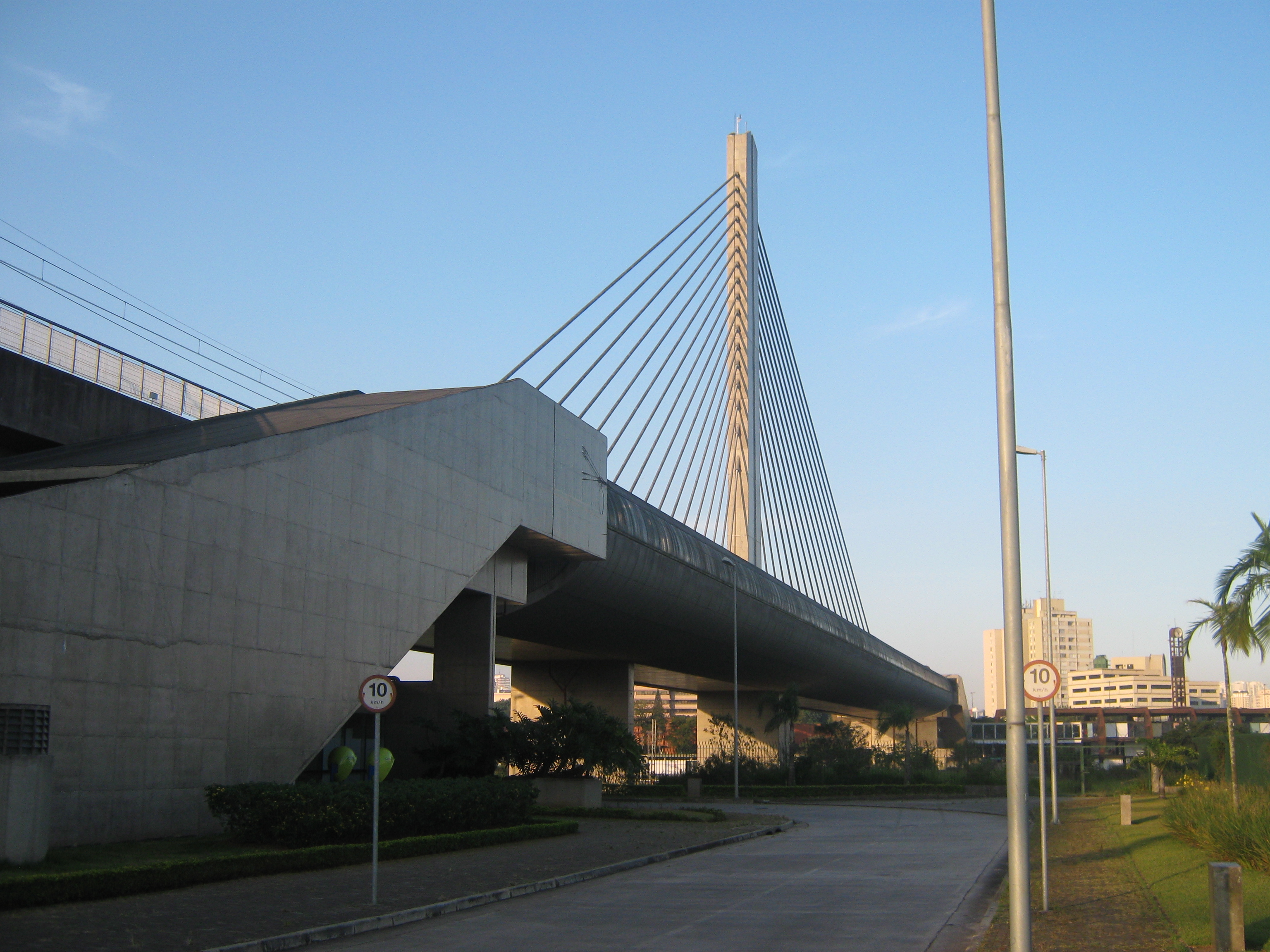
Arquitectura de la Estación Santo Amaro.

La construcción del tramo, totalmente subterráneo, tuvo las primeras excavaciones el 17 de agosto de 2009, a la altura del número 384 de la Avenida Adolfo Pinheiro. La preocupación de los habitantes era el terreno pantanoso por donde la línea deberá pasar, pero el Metro garantiza que fueron realizados los estudios detallados sobre las desapropiaciones y que habrá un monitoreo diario de las estructuras de las casas. Hasta el final de las obras, se pronosticó que eran necesarias 360 desapropiaciones, y había 130 procesos en la Justicia contra el valor ofrecido por el Metro. La demora en las desapropiaciones fue uno de los principales motivos del atraso en el inicio de las obras de extensión.
Durante las excavaciones de la obra en Santo Amaro fueron encontrados por lo menos dos mil ítems domésticos fechados en los siglos XVIII y XIX, lo que arqueólogos decían ser un "tesoro arqueológico" que podría "ayudar a montar un retrato más fiel del comportamiento social y de cómo se vivía en São Paulo en aquella época". También fueron encontrados en el mismo cantero de obras rieles del tranvía que unía Santo Amaro a Sé, enterrados a cerca de veinte centímetros del asfalto, junto con los antiguos paralelepípedos de la calle.
La empresa además se comprometió a entregar reformada la Galería Comercial Borba Gato, que tuvo parte de sus tiendas desapropiadas, después que la estación al lado sea finalizada, pero ya durante las obras, en enero de 2010, los comerciantes acusaban a la compañía del metropolitano de no cumplir la promesa de unir la galería con un Edificio vecino, para donde algunas tiendas fueron transferidas durante el período de las obras. A pesar de que los dueños de las tiendas se jactaron de que estaban sufriendo perjuicios económicos, el Metro negó que hubiese hecho tal promesa y que la posibilidad fue solamente "rechazada".
Un error durante las obras en la esquina de la Avenida Adolfo Pinheiro con la calle Isabel Schmidt el 22 de marzo de 2010 rompió cables de fibra óptica de Telefónica, lo que afectó cerca de tres mil clientes de la empresa por un mínimo dos días, uno de ellos la Detran. El Metro alegó que los datos enviados por Telefónica sobre la localización eran incorrectos, mientras que para Telefónica el Metro fue ineficiente en los trabajos de sondaje. Un inmueble en la Avenida Santo Amaro, próximo a la esquina con la Avenida Roque Petroni Júnior, no llegó a causar problemas para el avance de la obra, pero si causó a los pobladores de la región, ya que el caserón, donde funcionaba un club nocturno, había sido desapropiado por el Metro pero aún no había sido demolido en abril de 2010. Con esto, cerca de veinte personas invadieron la casa para usarla como vivienda y lugar de consumo de drogas. Según vecinos, algunas de esas personas serían responsables de escándalos durante la madrugada y asaltos en las proximidades. El Metro, esta vez, dijo que realizó rondas periódicas en el lugar, pero el día de la publicación de la denuncia de los vecinos de la región en el Jornal da Tarde la empresa solicitó ayuda de la Policía Militar para remover a las personas que ocupaban el caserón y emitió nota en la que informaba haber colocado dos guardias de seguridad en el lugar "en carácter permanente", pero un día después se dio inicio a los trabajos de demolición.
Entre marzo y abril del 2010 fueron anunciados dos préstamos otorgados por el Banco Interamericano de Desarrollo (BID), valor total de más de un billón de dólares, para la adquisición de 26 trenes nuevos y del nuevo sistema de señalización de la línea, para disminuir el tiempo de espera en las estaciones. En julio del mismo año fue otorgado un préstamo de 500 millones de dólares por el BNDES.

### Cronología
- Marzo de 1998: inicio de los trabajos de la construcción.
- 20 de octubre de 2002: inauguración del tramo Capão Redondo ↔ Largo Treze, operando de 10 a 15 horas.[7]
- 28 de octubre de 2002: inicio de operación comercial de 9 a 15 horas.[8]
- 18 de noviembre de 2002: inicio de operación comercial de 8 a 15 horas.[23]
- 16 de diciembre de 2002: inicio de operación comercial de 7 a 16 horas.[24]
- 5 de febrero de 2003: inicio de operación comercial de 6 a 20 horas.[25]
- 4 de agosto de 2003: inicio de operación comercial de 5 a 22 horas.[26]

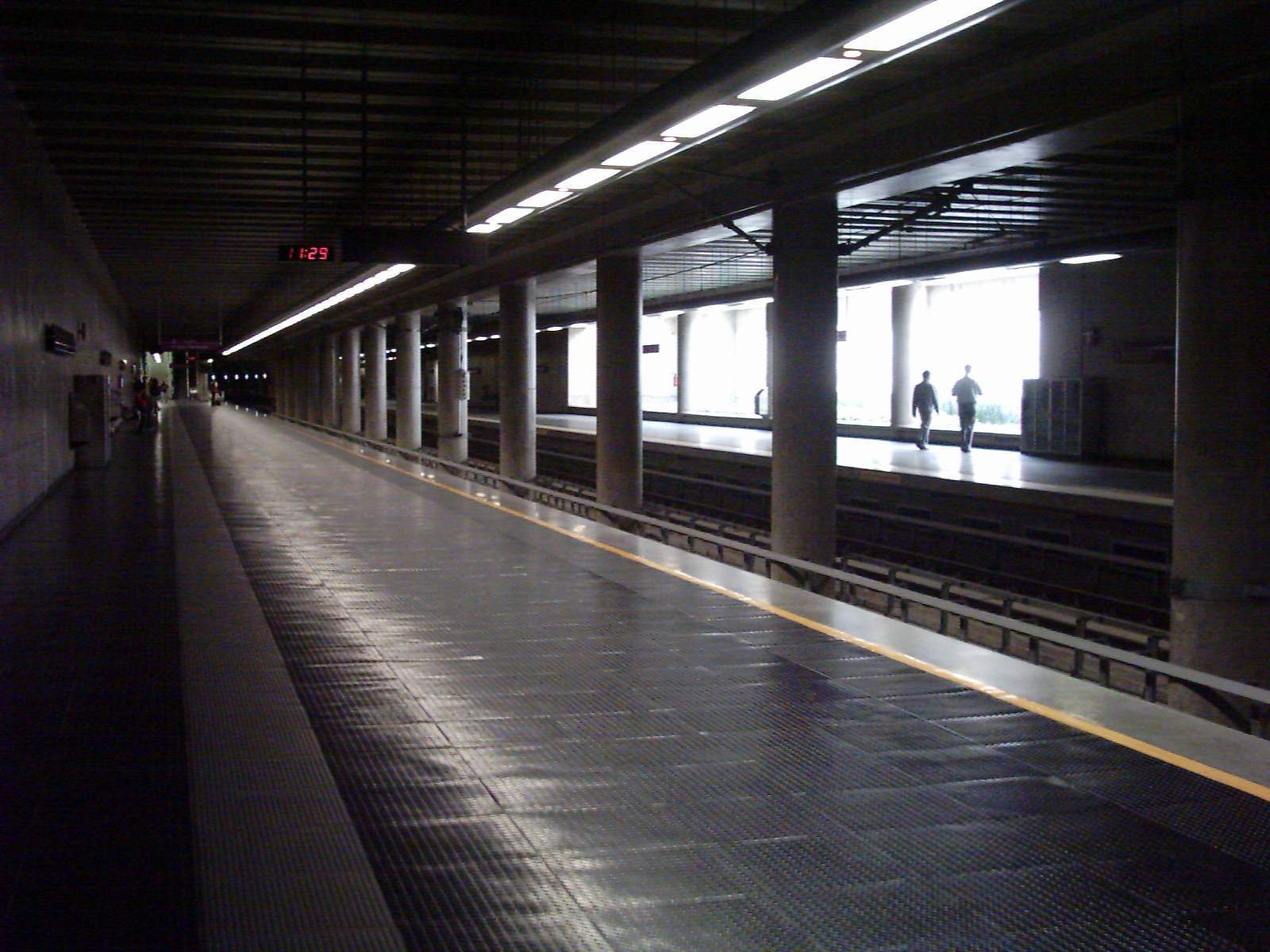
Estación subterránea Largo Treze.

- 10 de agosto de 2008: inicio de operación comercial domingos y feriados.[27]
- 17 de agosto de 2009: inicio de la construcción de la Estación Adolfo Pinheiro.
- 12 de febrero de 2014: inauguración de la Estación Adolfo Pinheiro.
- 22 de mayo de 2017: la línea pasa a operar con el moderno Sistema CBTC para control automático de trenes.[4]
- 6 de septiembre de 2017: inauguración del tramo Estación Adolfo Pinheiro - Estación Brooklin.
- 2 de marzo de 2018: inauguración de la Estación Eucaliptos.
- 5 de abril de 2018: inauguración de la Estación Moema.
- 31 de agosto de 2018: inauguración de la Estación AACD - Servidor.
- 28 de septiembre de 2018: inauguración del tramo Estación AACD - Servidor - Estación Chácara Klabin.
- 28 de septiembre de 2018: inauguración del tramo Estación AACD - Servidor - Estación Chácara Klabin.
- 8 de abril de 2019: inauguración de la Estación Campo Belo.
- 20 de marzo de 2022: todas las estaciones pasan a operar con puertas de andén.[5]

## Estaciones

### Estaciones operativas

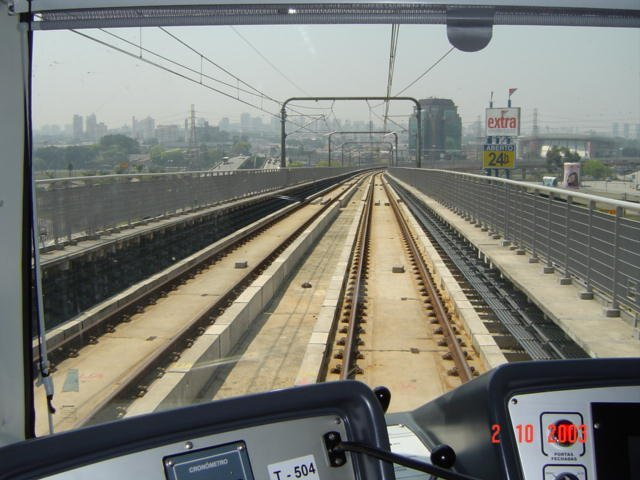
Interior de la cabina de un tren de la línea.

| Sigla | Estación           | Inauguración | Integración                                             | Plataformas | Posición    | N.º de embarques diarios | Distrito                |
| ----- | ------------------ | ------------ | ------------------------------------------------------- | ----------- | ----------- | ------------------------ | ----------------------- |
| CPR   | Capão Redondo      | 2002         | Integración paga con EMTU                               | Laterales   | Elevada     | 35000                    | Capão Redondo           |
| CPL   | Campo Limpo        | 2002         | Integración paga con EMTU                               | Laterales   | Elevada     | 20000                    | Campo Limpo             |
| VBE   | Vila das Belezas   | 2002         |                                                         | Laterales   | Elevada     | 5000                     | Vila Andrade            |
| GGR   | Giovanni Gronchi   | 2002         | Integración paga con la Terminal João Dias de SPTrans   | Laterales   | Elevada     | 11000                    | Jardim São Luís         |
| STA   | Santo Amaro        | 2002         | Integración gratuita con la Línea 9 - Esmeralda de CPTM | Laterales   | Elevada     | 38000                    | Santo Amaro             |
| LTR   | Largo Treze        | 2002         | Integración paga con la Terminal Santo Amaro de SPTrans | Laterales   | Subterránea | 24000                    | Santo Amaro             |
| ADP   | Adolfo Pinheiro    | 2014         |                                                         | Laterales   | Subterránea | 14000                    | Santo Amaro             |
| ABV   | Alto da Boa Vista  | 2017         |                                                         | Central     | Subterránea |                          | Santo Amaro             |
| BBG   | Borba Gato         | 2017         |                                                         | Central     | Subterránea |                          | Santo Amaro             |
| BCB   | Brooklin           | 2017         | Integración con Corredor Diadema ↔ Morumbi de la EMTU   | Central     | Subterránea |                          | Itaim Bibi y Campo Belo |
| CPB   | Campo Belo         | 2019         | Futura integración con la Línea 17 - Oro                | Laterales   | Subterránea |                          | Campo Belo              |
| IBP   | Eucaliptos         | 2018         |                                                         | Laterales   | Subterránea |                          | Moema                   |
| MOE   | Moema              | 2018         |                                                         | Laterales   | Subterránea |                          | Moema                   |
| HSP   | AACD-Servidor      | 2018         |                                                         | Subterránea | Laterales   |                          | Moema                   |
| VCL   | Hospital São Paulo | 2018         |                                                         | Laterales   | Subterránea | 19630                    | Vila Mariana            |
| SCZ   | Santa Cruz         | 2018         | Línea 1 - Azul                                          | Laterales   | Subterránea | 138430                   | Vila Mariana            |
| CKB   | Chácara Klabin     | 2018         | Línea 2 - Verde                                         | Laterales   | Subterránea | 85310                    | Vila Mariana            |

## Nuevos trenes
En 2011, el Gobierno del Estado de Sao Paulo comunicó la adquisición de 26 unidades de metro por parte de Metro de Sao Paulo a CAF. Estos trenes están compuestos por 6 coches cada uno y destinados para operar en la expansión de la Línea 5 Lila del sistema metropolitano de la ciudad. Esos 26 trenes se suman con los 8 trenes Alstom que operan en la línea desde su apertura en 2002.

## Galería

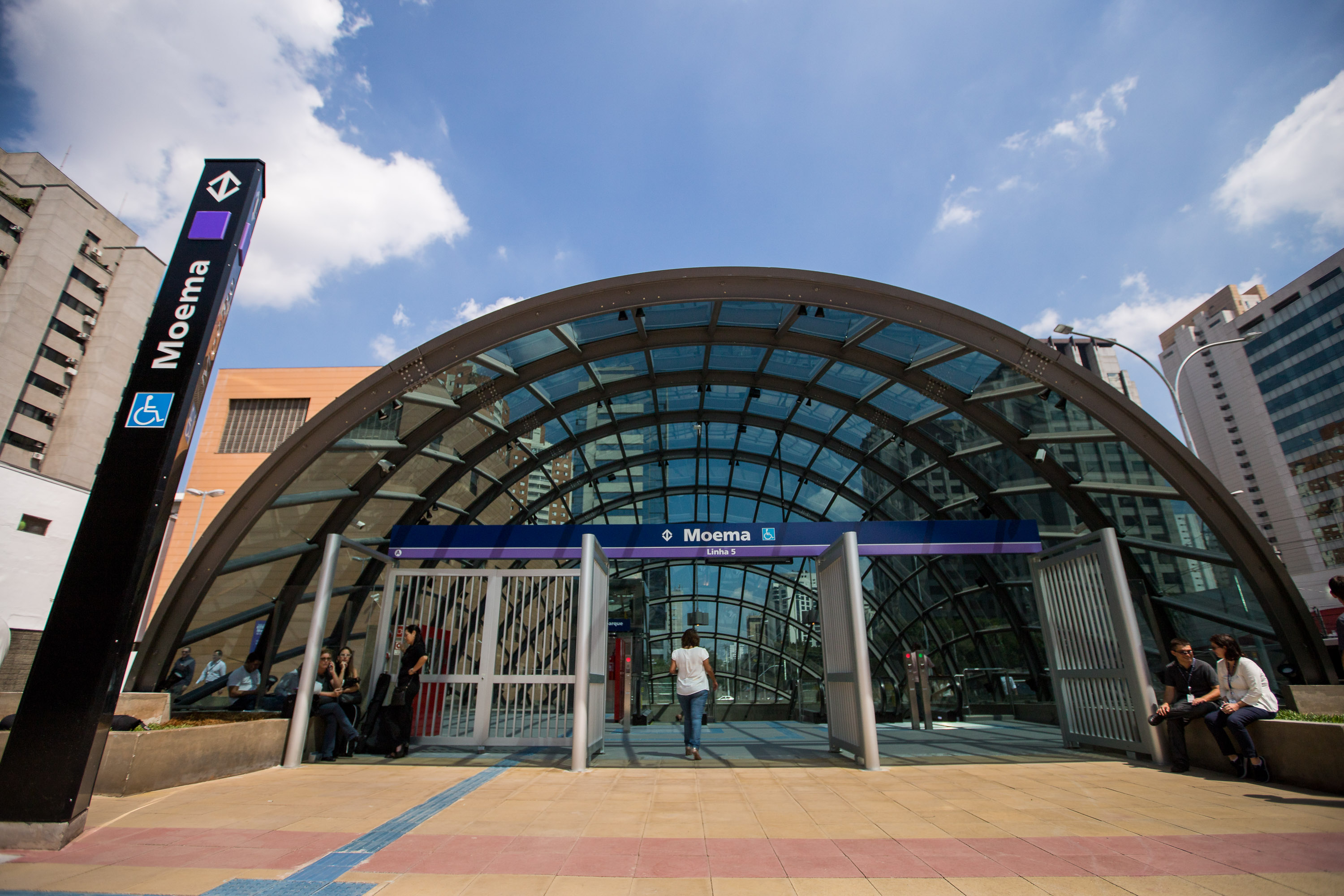
Estación Moema
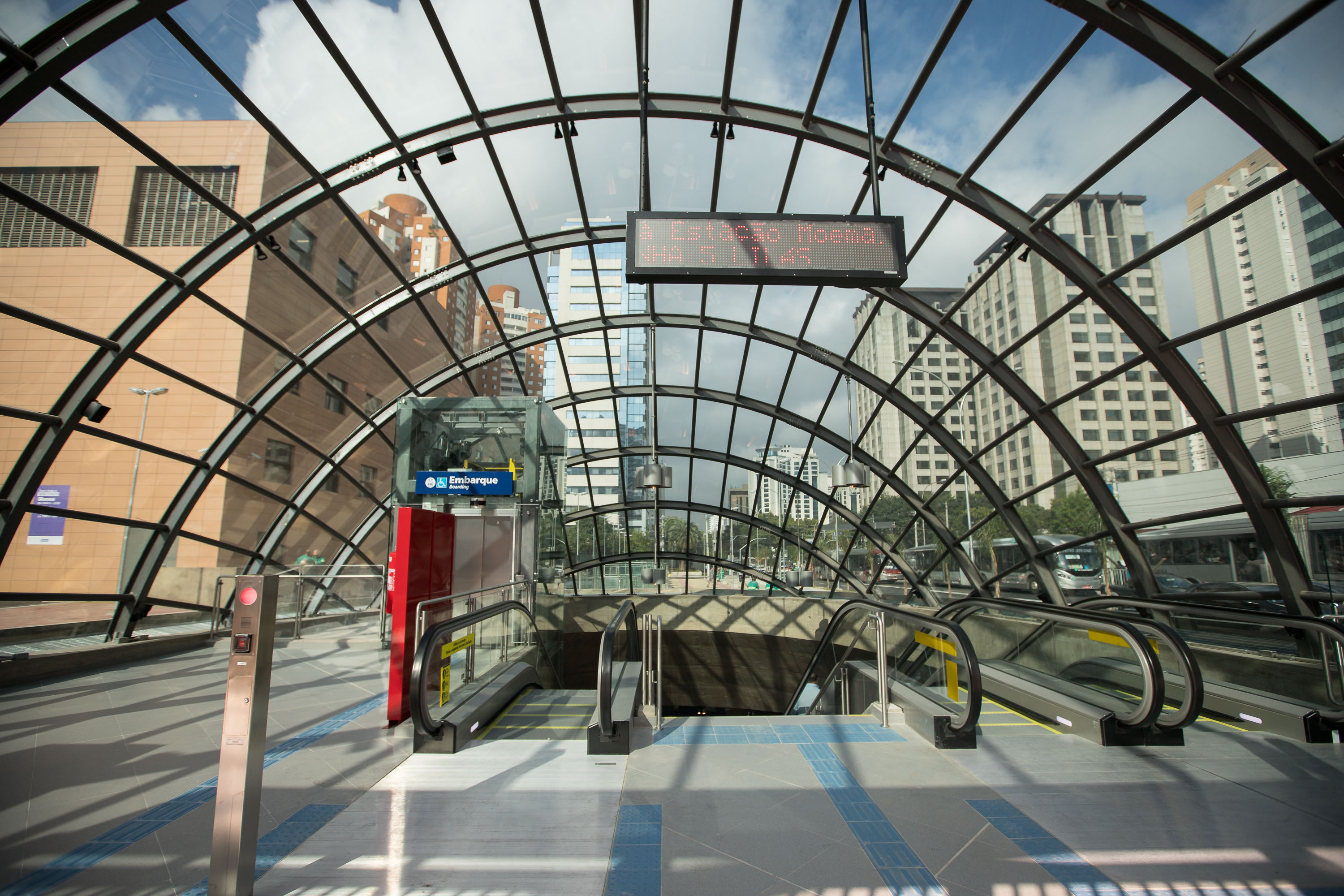
Estación Moema
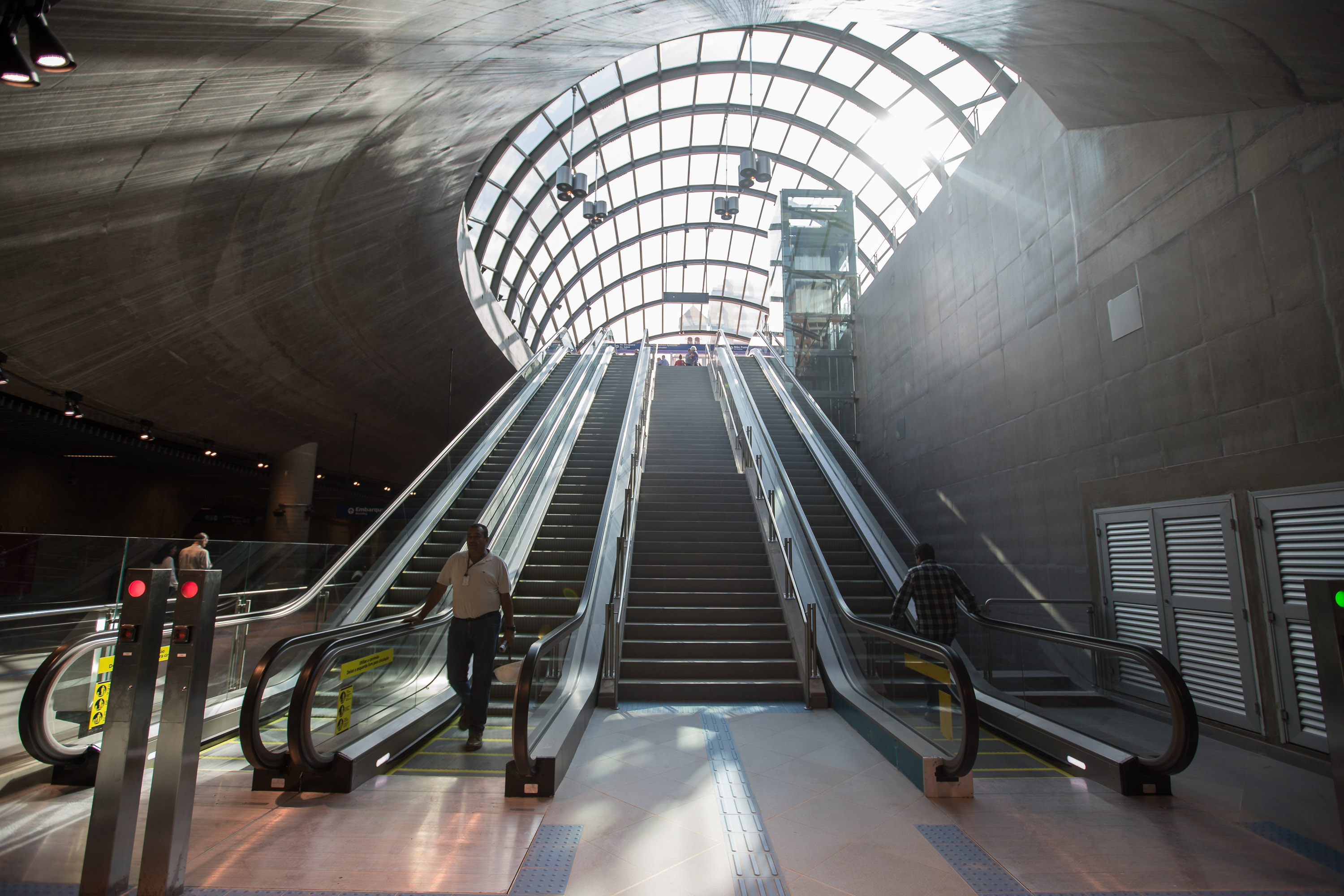
Estación Moema
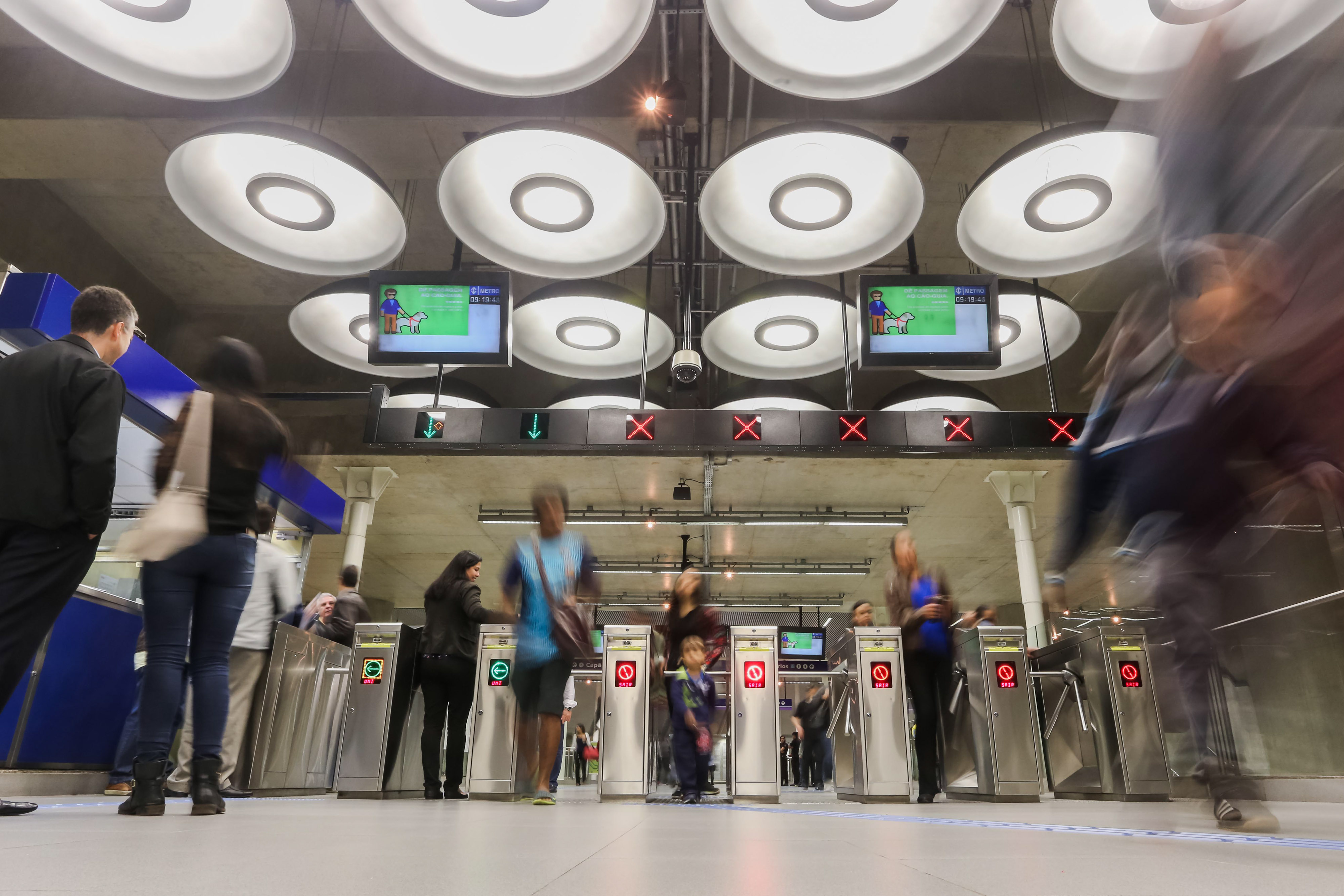
Estación Adolfo Pinheiro
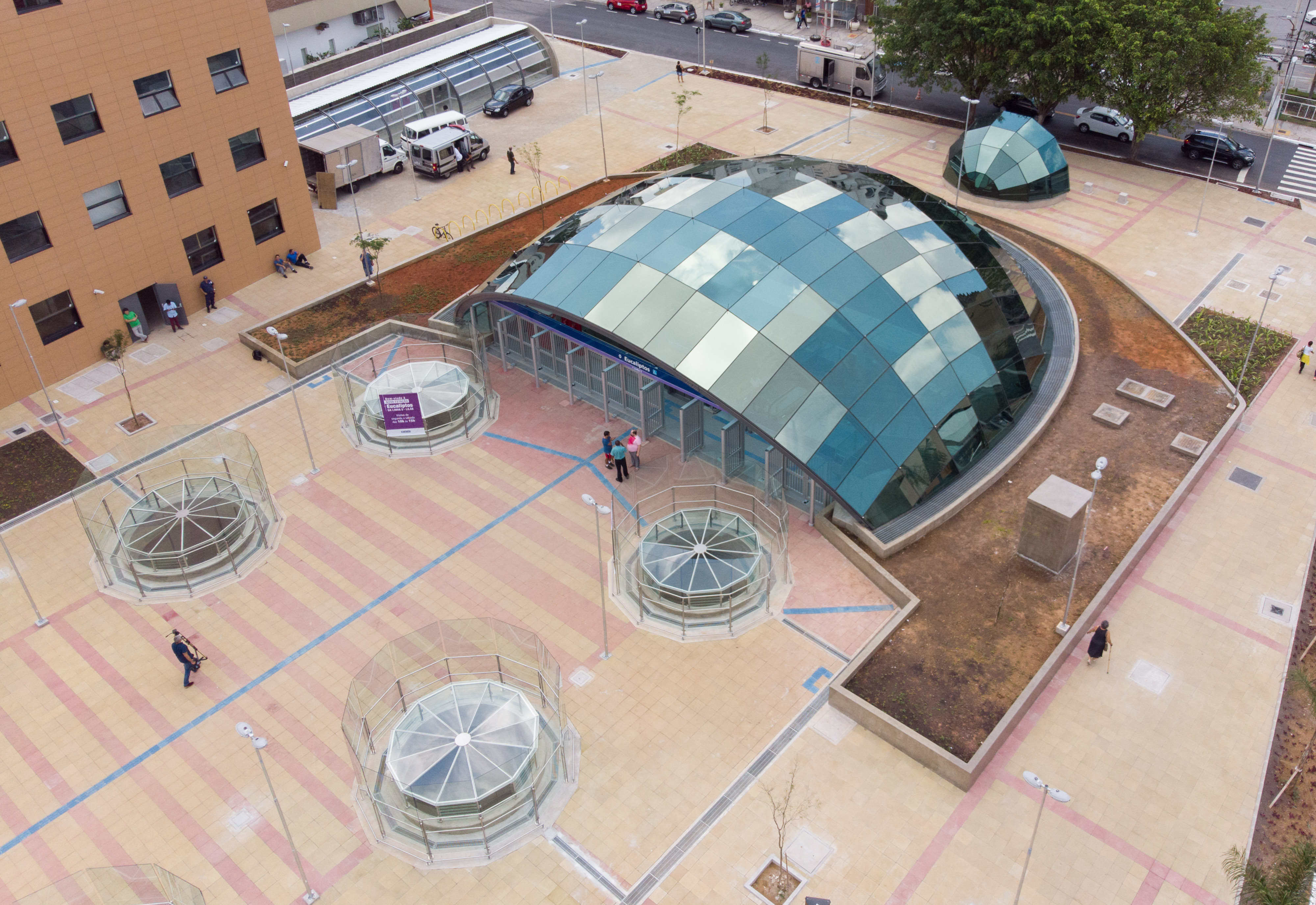
Estación Eucaliptos
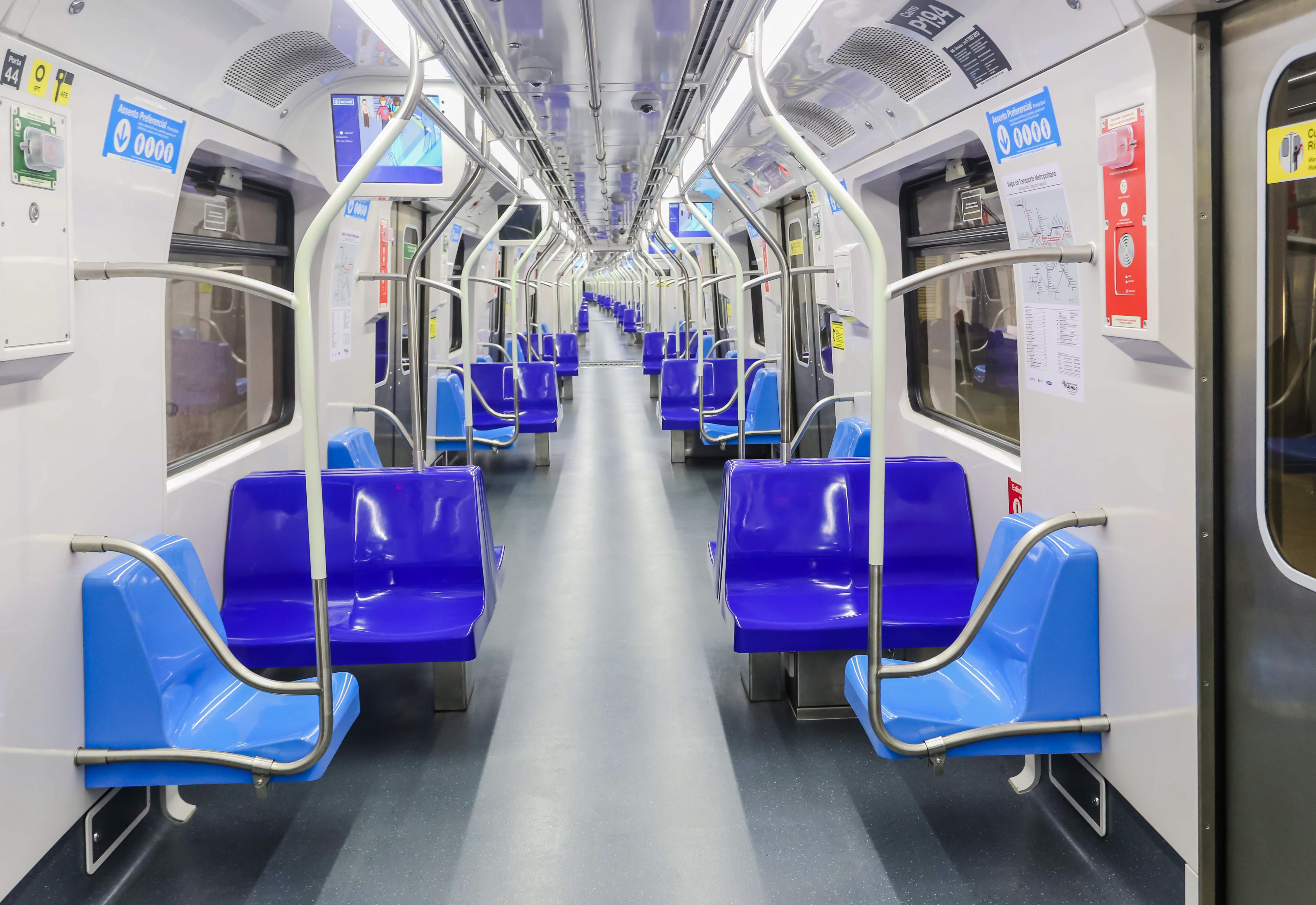
Tren de la flota P
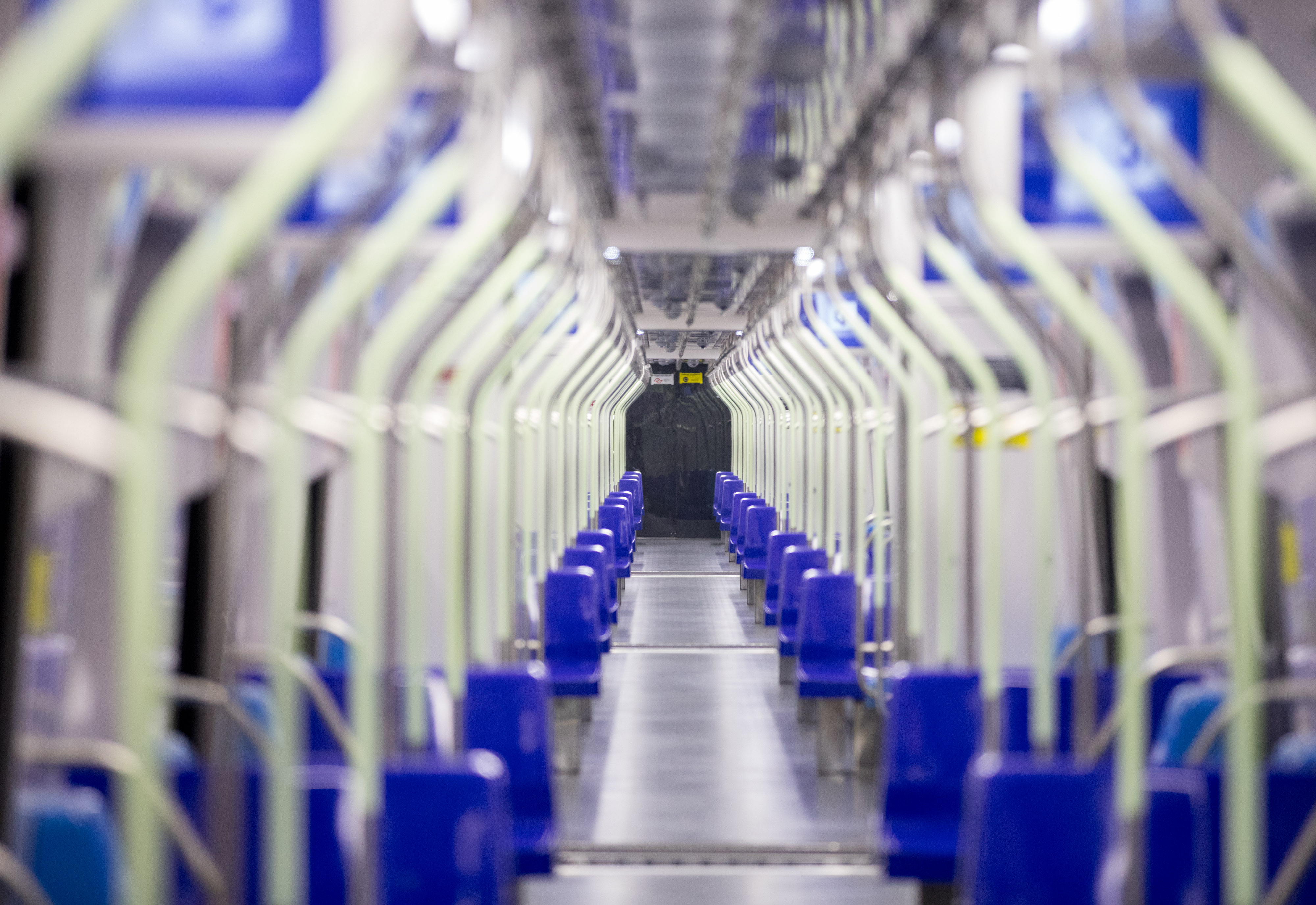
Tren de la flota P
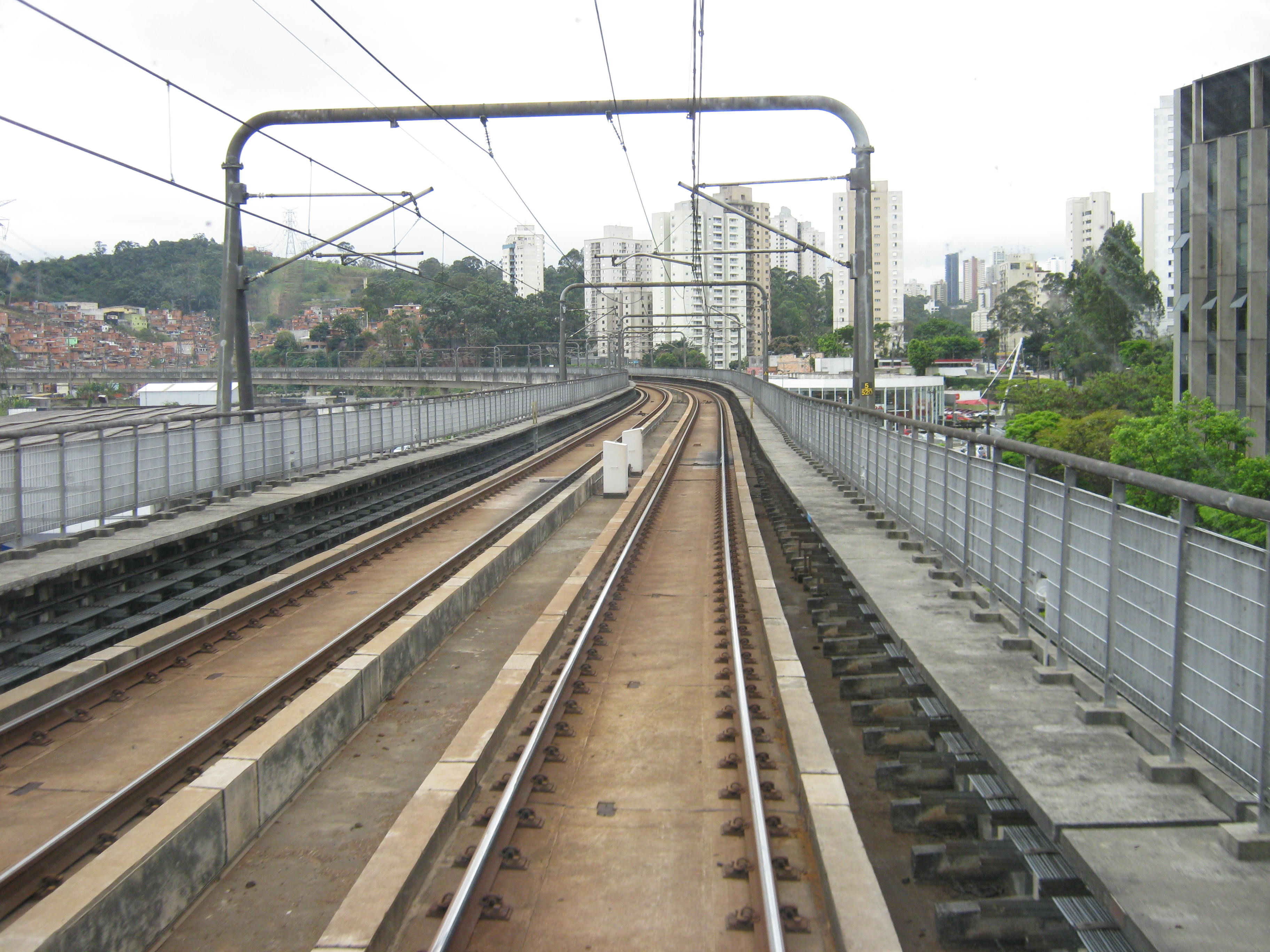
Tramo elevado de la línea
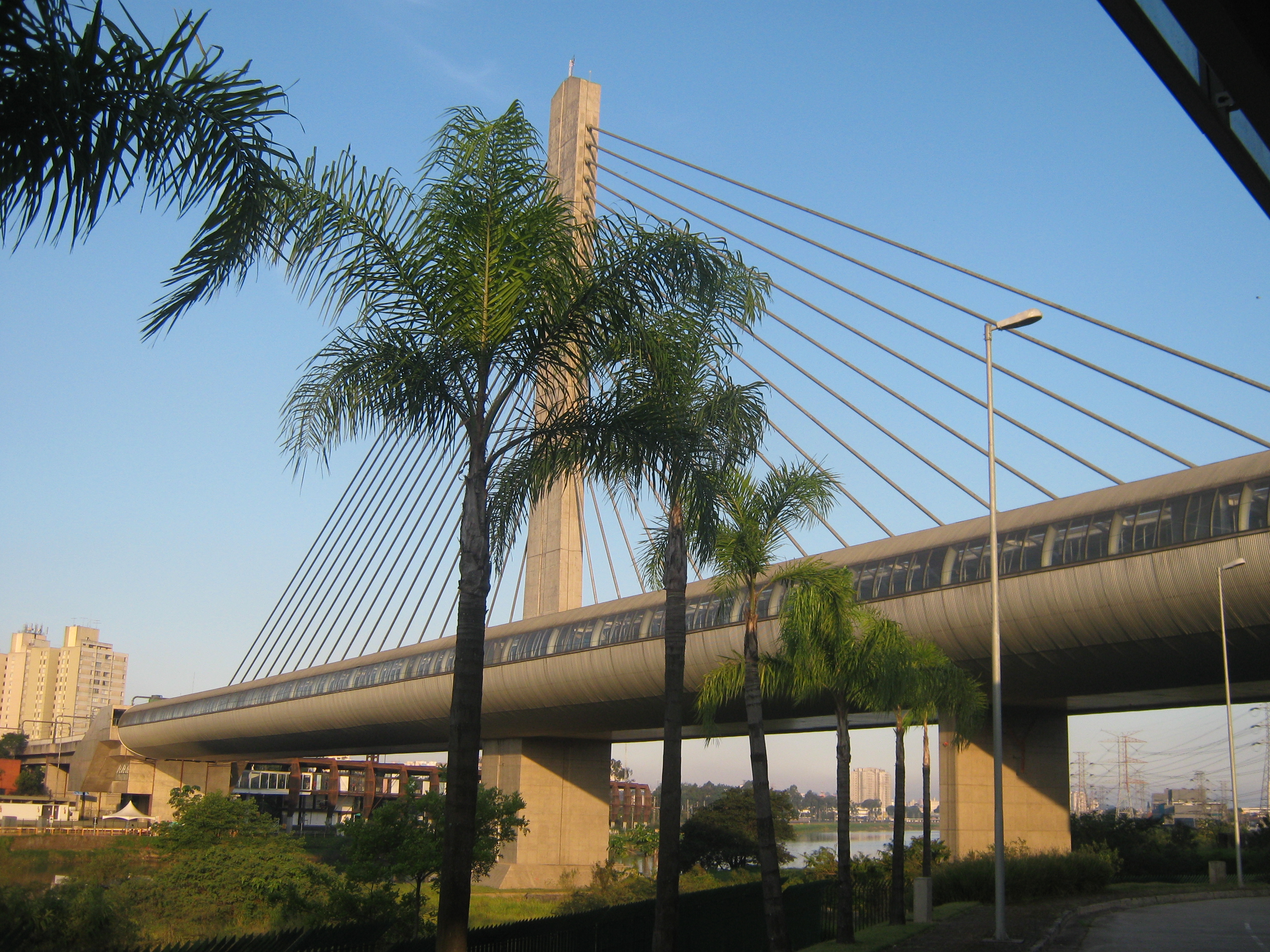
Estación Santo Amaro
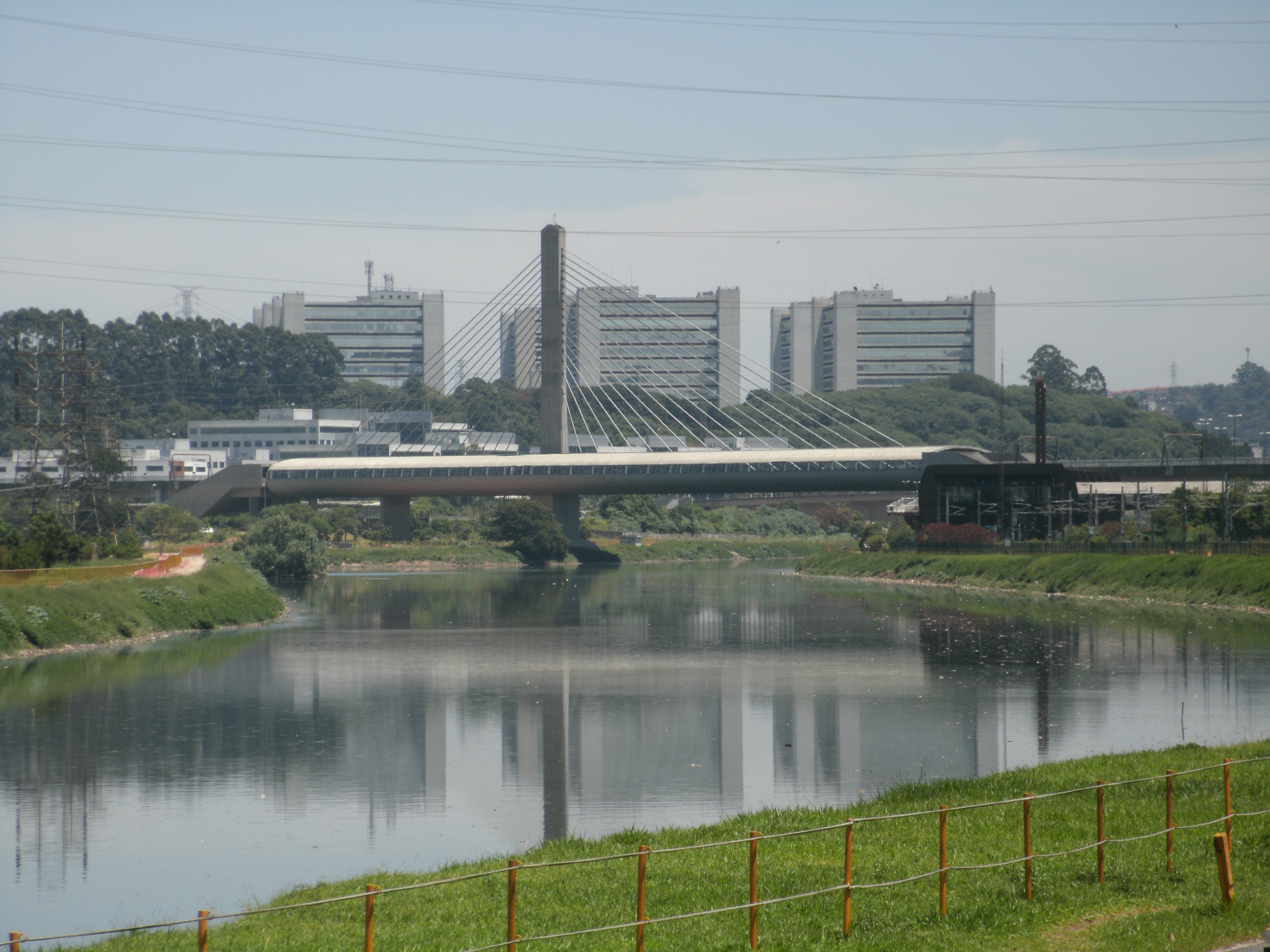
Estación Santo Amaro
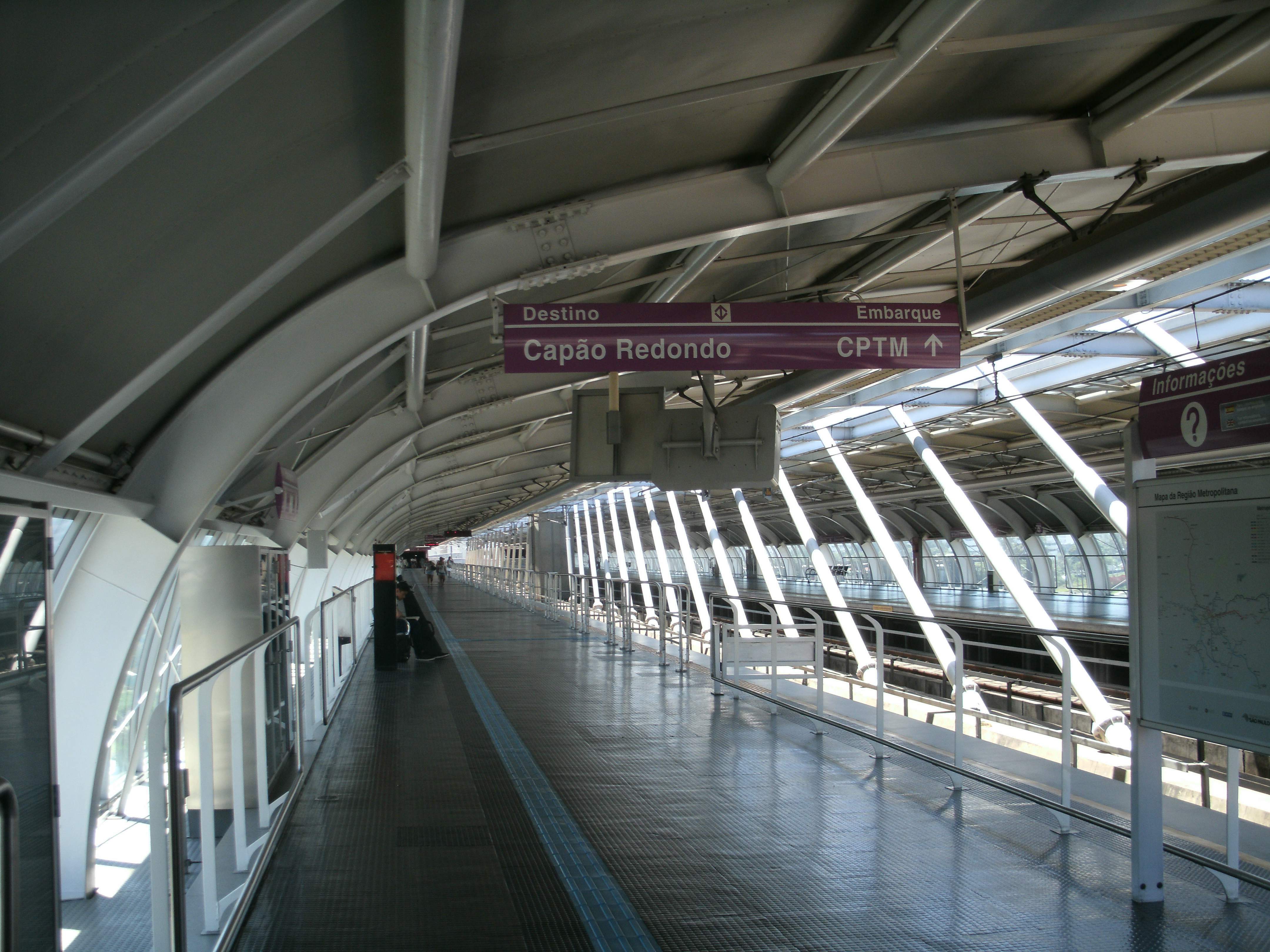
Estación Santo Amaro antes de la instalación de sus puertas de andén
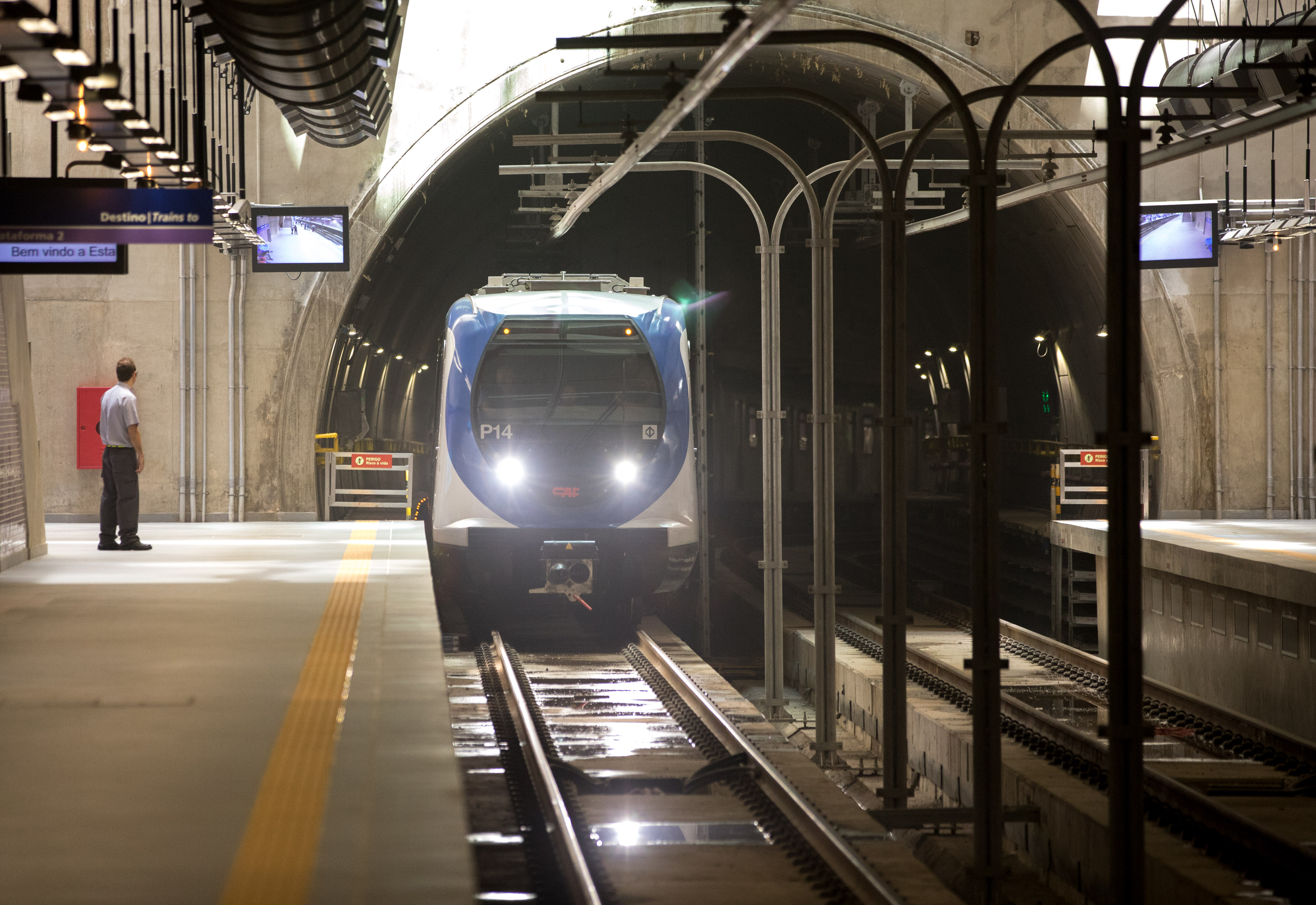
Vista de la estación Eucaliptos antes de la instalación de sus puertas de andén